# Maghella
Maghella è un personaggio immaginario dei fumetti protagonista di una omonima serie a fumetti italiana di genere erotico/umoristica pubblicata dal 1974 al 1981. La serie, insieme ad altre pubblicate dagli editori Renzo Barbieri e Giorgio Cavedon, edite fra la fine degli anni sessanta e gli inizi degli anni settanta, fu tra le principali che portarono alla nascita e allo sviluppo del genere erotico.

## Storia editoriale
Il personaggio venne ideato da Furio Arrasich e dal disegnatore Dino Leonetti ed esordì nel 1973 sulla seconda serie del settimanale satirico Menelik, composta da un solo numero. Gli venne poi dedicata una serie omonima pubblicata dalla Publistrip, casa editrice controllata dalla Ediperiodici di Giorgio Cavedon, dal gennaio 1974 al marzo 1981 per 141 numeri più 5 supplementi. La serie venne poi ristampata nella collana Maghella Collezione pubblicata da gennaio 1978 a novembre 1981 per 70 numeri. Entrambe le collane erano vietate ai minori di 18 anni.
Venne pubblicato anche all'estero riscuotendo un certo successo, soprattutto in Francia, dove la pubblicazione fu integrale e quasi contemporanea all'edizione italiana.
.

## Trama
La protagonista, giovane fanciulla contraddistinta da due code laterali di capelli neri e da seni giganteschi, e dotata di imprecisati poteri magici (da cui il suo nome, "piccola maga"), viveva rocambolesche avventure a sfondo erotico-sessuale in una fantasiosa epoca medievale. La sua più tipica esclamazione è "Porca puttana!", ripetuta in ogni episodio; sono anche in assoluto le prime parole che dice quando compare nel primo episodio.